# ایتارا
ایتارا (به پرتغالی: Itaara) یک منطقهٔ مسکونی در برزیل است که در ریو گرانده جنوبی واقع شده‌است. ایتارا ۵٬۵۳۷ نفر جمعیت دارد.